# Cuộc vây hãm Đông Lai
Cuộc bao vây Đông Lai, là một trong những trận đánh đầu tiên của cuộc Chiến tranh Imjin (1592-1598).

## Bối cảnh
Sau khi thành Phủ San thất thủ, quân đội Nhật Bản phải đảm bảo an toàn cho hậu phương tạm thời của họ tại đây, bởi vì vài dặm về phía bắc của Phủ San có thành Đông Lai, một sơn thành nằm ở một vị trí rất kiên cố trên đỉnh một ngọn đồi, kiểm soát phía bắc đường chính hướng tới Hán Thành.

## Hành quân và bao vây Đông Lai
Sau khi nghỉ ngơi qua đêm tại Phủ San, 6:00 sáng hôm sau, cánh quân thứ nhất di chuyển xung quanh vịnh Phủ San mà không gặp sự kháng cự nào đáng kể, và bắt đầu tấn công vào Đông Lai hai giờ sau đó. Quan phủ Đông Lai, Song Sang-hyeon, vội vàng tập hợp tất cả thanh niên trai tráng ở các thị trấn và những người lính mà ông có thể tìm thấy như quân của Jo Yung Gyoo, tham phán Yangsan. Ngay sau khi quân Nhật Bản hoàn thà vòng vây bao quanh pháo đài bằng năm cánh quân, họ tràn ngập các cánh đồng gần đó và sẵn sàng xông vào pháo đài. Tướng quân Song Sang-hyeon đã chỉ huy quân Triều Tiên từ vị trí của mình trên vọng lâu của cửa thành, đúng theo với nguyên tắc triều đình, đánh một cái trống lớn và kêu gọi binh lính của mình sẵn sàng chiến đấu. Giống như đã làm trước đây tại Phủ San, Konishi Yukinaga trình bày yêu cầu của quân Nhật Bản bằng cách dựng lên một thông điệp rõ ràng nói rằng, "Chiến đấu nếu các ngươi muốn, hoặc để chúng ta đi qua tới Trung Quốc". Một lần nữa bị từ chối bởi dũng cảm của vị tướng Triều Tiên với dòng chữ " Ta chết thì dễ, nhưng ngươi qua thì khó".Konishi Yukinaga sau đó đã ra lệnh cho các phó tướng dẫn đầu cuộc tấn công Đông Lai vào ngày 15 của tháng tư, trong đó ông đã ra lệnh bắt sống chỉ huy Triều Tiên.

## Sự hèn nhát của Yi Gak
Tổng tướng quân Yi Gak, người chỉ huy tất cả các lực lượng quân sự trong tỉnh Khánh Thượng đã đem quân tiếp cận pháo đài từ phía bắc, nhưng khi nghe được tin về số phận của trại đóng quân tại Phủ San, ông đột ngột dừng quân và nói: "Là chỉ huy tất cả các các lực lượng tỉnh này, ta không phải mạo hiểm mạng sống của ta trong trận chiến nhưng phải đứng ở nơi ta có thể chỉ đạo các vấn đề". Vì vậy, ông lui lại sáu dặm so với Đông Lai, và hạ trại tại Sonsan.

## Trận chiến khốc liệt
Sau Phủ San, Đông Lai là thành lũy thứ hai của Triều Tiên bị sụp đổ trước các viên đạn. Mặc dù những người phòng thủ mà Song Sang-hyeon chỉ huy không được trang bị đầy đủ và chưa được đào tạo, nhưng họ đã dũng cảm chiến đấu hơn tám giờ liền trước khi quân Nhật tràn vào qua một cửa ngập xác chết của họ. Một cuộc thảm sát đã diễn ra và ít nhất 2,000 quân triều đình đã bị giết hại, nhưng chỉ sau khi họ giáp lá cà với quân xâm lược trong một cuộc chiến kéo dài tới mười hai giờ.

## Đông Lai thất thủ
Khi Yi Gak và Tướng Park Hong, người đã hội quân với ông ta, nghe tin Đông Lai thất thủ, đã vội vàng tháo lui khỏi chiến trường và do đó mà lực lượng của họ cũng vậy. Sau khi Đông Lai thất thủ, nhiều người dân đã bị thiệt mạng, trong đó hàm ý một vụ thảm sát tương tự như đã xảy ra tại Phủ San.

## Sau trận chiến
Với sự sụp đổ của Đông Lai, con đường tiến về phía bắc đã rộng mở với quân Nhật. Phủ San và Đông Lai đã nhanh chóng trở thành nơi đóng quân của quân Nhật, và bến cảng Phủ San bắt đầu là nơi cung cấp một nơi an toàn và hầu như không bị đe dọa, cho phép hơn 100.000 binh lính Nhật Bản với các trang bị của họ, ngựa và các nguồn cung cấp cập cảng trong tháng tới.

## Huyền thoại tướng quân Song Sang-hyeon
Các chỉ huy Nhật Bản rất ấn tượng với sự dũng cảm của tướng chỉ huy thành Đông Lai, và đã có chôn cất thi hài ông một cách trang trọng. Trên ngôi mộ của ông có một tượng đài bằng gỗ và hai chữ "trung thành", một văn bia mà không ai có thể không biết ơn một đệ nhất trung thần thực sự của Triều Tiên.
Song Sang-hyeon đã trở thành một huyền thoại tại Hàn Quốc, và trong đền thờ Chungnyolsa ở chân đồi trong thành Đông Lai, nơi ông được vinh danh cùng với Chong Pal và Yun Heung-sin, có một bức tranh vẽ ông bình thản ngồi trên ghế của mình khi quân Nhật Bản tiền sát tới đài chỉ huy của ông.